# Lutherstadt Wittenberg Hauptbahnhof
Lutherstadt Wittenberg Hauptbahnhof (bis 10. Dezember 2016: Lutherstadt Wittenberg) ist mit über 3700 Reisenden und Besuchern pro Tag der bedeutendste Bahnhof im östlichen Teil des Landes Sachsen-Anhalt. Auf den sechs Bahnsteiggleisen halten täglich planmäßig 155 Personenzüge.
2017 wurde der Bahnhof von der Allianz pro Schiene zum Bahnhof des Jahres gewählt.

## Lage und Name
Der Bahnhof liegt etwa einen Kilometer östlich des historischen Stadtzentrums der Lutherstadt Wittenberg. Im Bahnhof kreuzen die in Nordost–Südwest-Richtung verlaufende Bahnstrecke Berlin–Halle und die Bahnstrecke Roßlau–Falkenberg/Elster in Ost-West-Richtung.
Ursprünglich hieß der Bahnhof nur Wittenberg, später Wittenberg (Prov Sachs). Nachdem die Stadt 1938 den Beinamen „Lutherstadt“ erhielt, wird der Bahnhof seit Ende des Zweiten Weltkriegs ebenfalls mit Lutherstadt Wittenberg bezeichnet. Im Dezember 2016 erhielt er den Namen Lutherstadt Wittenberg Hauptbahnhof.

## Geschichte
Am 28. August 1841 erreichte die durch die Berlin-Anhaltische Eisenbahn-Gesellschaft (BAE) gebaute Anhalter Bahn von Köthen und Dessau kommend Wittenberg. Bereits am 10. September 1841 war die Strecke durchgängig bis zum Anhalter Bahnhof in Berlin in Betrieb. In diesem Zusammenhang wurde ebenfalls 1841 das erste Bahnhofsgebäude an der damaligen Trasse nordwestlich der Stadtmauer errichtet. Es ist bis heute erhalten und gilt als eines der ältesten Bahnhofsgebäude Deutschlands, wird jedoch nicht mehr als solches genutzt. Es befindet sich an der Straße Am Alten Bahnhof. Die ursprüngliche Trasse ist jedoch im Stadtbild nicht mehr erkennbar.
Eine Umgestaltung der Bahnanlagen erfolgte mit dem Bau der ersten Eisenbahnbrücke über die Elbe 1859. Hierdurch wurde Wittenberg ab dem 3. August 1859 auf direktem Wege mit Bitterfeld verbunden. Im gleichen Jahr wurde ein neues Empfangsgebäude im Stil eines Schweizerhauses errichtet. Es befand sich an der Stadtseite der Gleisanlagen etwa am Kilometer 95,0 der heutigen Streckenkilometrierung.

Empfangsgebäude mit Pferdebahn, 1900

Am 15. Oktober 1875 wurde die Strecke Wittenberg–Falkenberg (Elster) durch die BAE eröffnet. Wittenberg war zunehmend zu einem Eisenbahnknoten geworden. Am 13. November 1877 wurde das nunmehr dritte Empfangsgebäude der Stadt eingeweiht. Es wurde im Rundbogenstil und Formen der Neorenaissance errichtet. Architekt war Franz Schwechten. Das Empfangsgebäude wies die Besonderheit auf, einen extra Warteraum für Fahrgäste der (alten) 1. Klasse zu haben. In der Regel gab es in Bahnhöfen einen gemeinsamen Warteraum für Fahrgäste der 1. und 2. Klasse.
Von 1888 bis 1921 verband die Straßenbahn Wittenberg als meterspurige Pferdebahn den Bahnhof mit dem Stadtzentrum.
Am 16. und 20. April 1945 wurde der Bahnhof von alliierten Bomberkräften angegriffen. Vom Empfangsgebäude blieben nur die Außenmauern stehen, ein Wiederaufbau erfolgte zwischen 1948 und 1951.
1978 wurde der elektrische Zugbetrieb aufgenommen, zuerst auf der Bahnstrecke Berlin–Halle (Saale), ab 1985 dann auch auf der Bahnstrecke Roßlau–Falkenberg (Elster). Während der Elektrifizierungsarbeiten zwischen Berlin und Muldenstein wurden auch Fernverkehrszüge erstmals und für etwa ein Jahr in Wittenberg umgespannt.
Im Frühjahr 1996 begannen umfangreiche Umbauarbeiten des Bahnhofs im Zuge des Verkehrsprojekts Deutsche Einheit Nr. 8.3 (Ausbaustrecke Berlin–Leipzig/Halle). Drei Bahnsteige an der Bahnstrecke Berlin–Halle (Saale) und ein 42 m langer Fußgängertunnel wurden bis 1998 komplett neu errichtet. Während vorher der Zugang zum Bahnhof nur über eine Straße zwischen den Gleisen der Strecken nach Bitterfeld und Dessau möglich war, gibt es seitdem einen direkten Westausgang zur Stadt. Am neu entstandenen Vorplatz liegt der neue Busbahnhof. Ein elektronisches Stellwerk der Bauform L90 mit Ks-Signalen löste mehrere alte Stellwerke ab. Die neue Linienführung nach dem Bau der neuen Elbebrücke ermöglicht Durchfahrten im Zug der Strecke 6132 mit 160 km/h. Die alte Elbquerung erlaubte aufgrund der bogenreichen Trassierung nur 60 km/h.

## Umbau 2015–2016

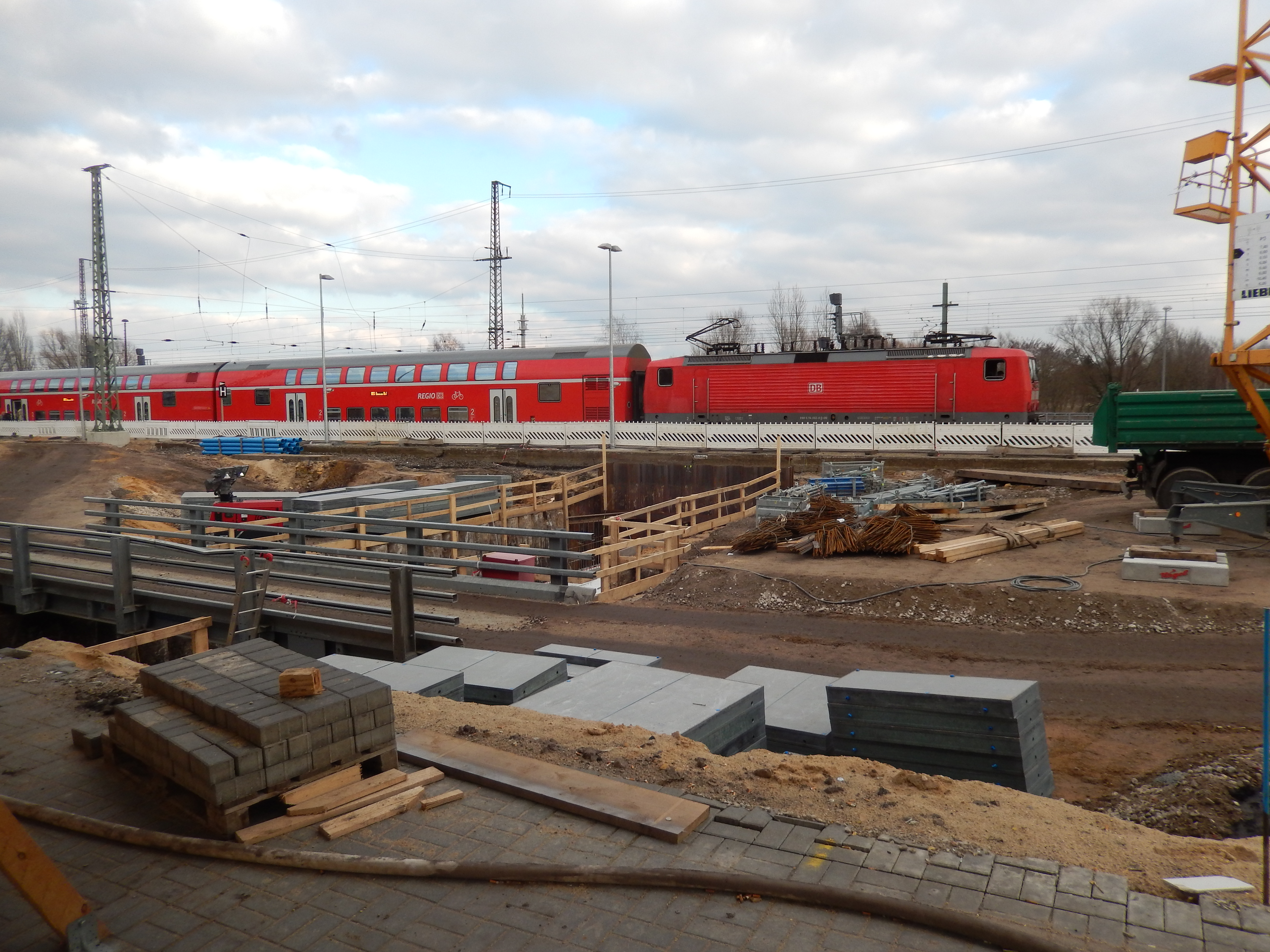
Baustelle des Personentunnels im Februar 2016

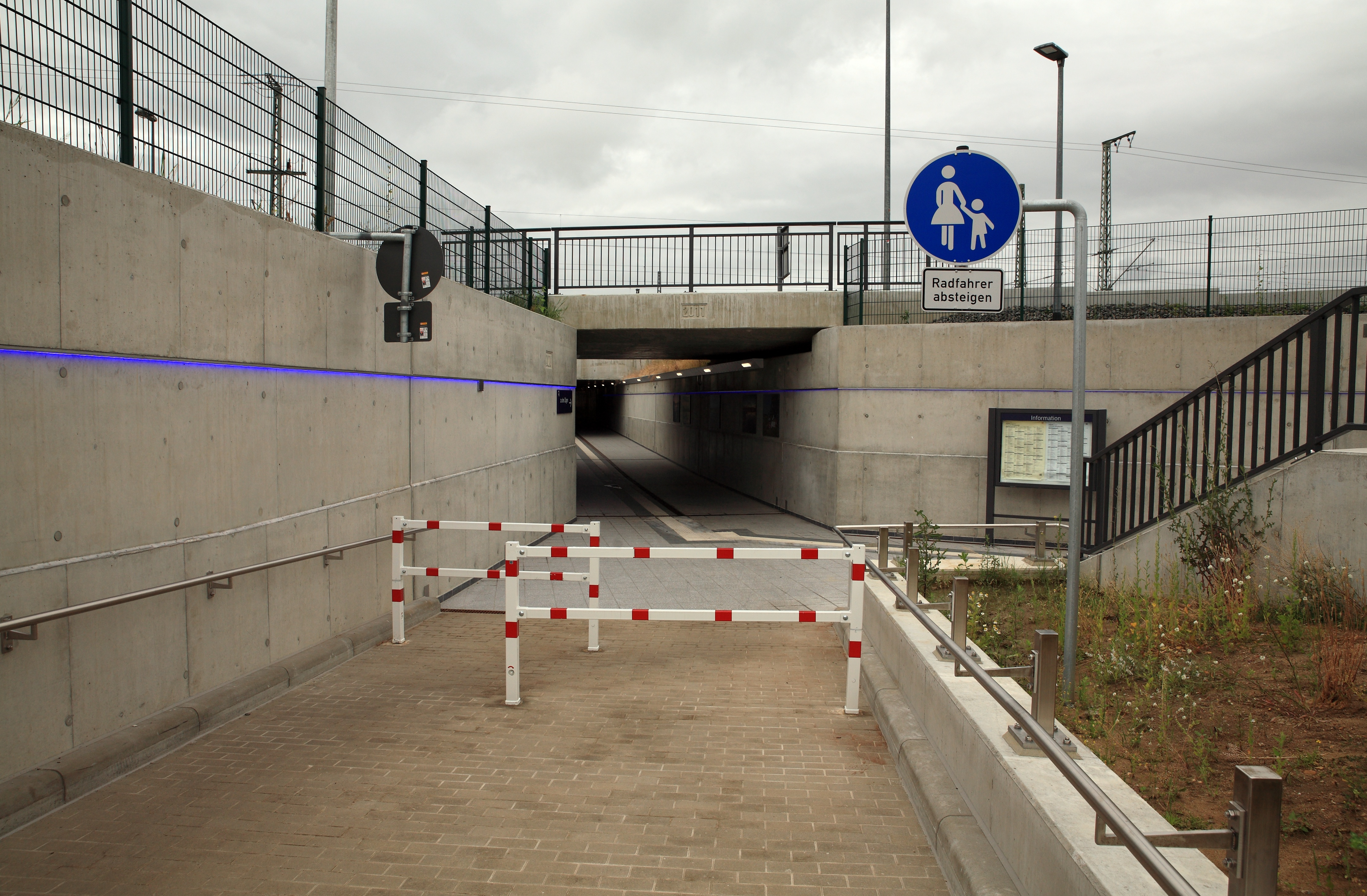
Ostende des Personentunnels nach Fertigstellung, Juli 2021

Der Bahnhof wurde zum bundesweit zweiten „Grünen Bahnhof“ umgebaut. Hierzu ist das Empfangsgebäude durch einen Neubau ersetzt worden. Die Bauarbeiten sollten ursprünglich im Juni 2012 beginnen und bis Ende 2013 abgeschlossen sein. Am 7. März 2011 stellte Sachsen-Anhalts damaliger Bau- und Verkehrsminister Karl-Heinz Daehre die Idee des ersten klimafreundlichen Bahnhofs Deutschlands vor. Es wurden vor allem natürliche Baustoffe verwendet, erneuerbare Energien wie Sonnenlicht kommen zum Einsatz. Die Stadt Wittenberg gestaltete das Gebiet um den Bahnhof um und legte weitere Park&Ride-Plätze an. An den geplanten Kosten des Projekts von 3,3 Millionen Euro beteiligte sich das Land Sachsen-Anhalt mit 50 Prozent. Das neue Empfangsgebäude errichtete Stephan Böhning nach Plänen des 2015 verstorbenen Marc Ulrich westlich der Gleise. Das alte Empfangsgebäude zwischen den Gleisen der Strecken Berlin–Halle und Węgliniec–Roßlau wurde Ende 2015 abgebrochen.
Der Baubeginn erfolgte Mitte 2015, das 658 Quadratmeter große neue Empfangsgebäude wurde im Dezember 2016 eröffnet. Es wird energieautark versorgt. Hierfür wurden eine Geothermieanlage mit 35 kW Heiz- und 18 kW Kühlleistung sowie eine Photovoltaikanlage mit einer Jahresleistung von 20 500 kWh errichtet. Über das Dach wird Regenwasser gewonnen und für die Sanitäranlagen aufbereitet. Der Wartebereich verfügt über 24 Sitze, USB-Ladestationen, WLAN sowie eine LED-Beleuchtung. Weiterhin ist der Bahnsteig 5/6 (Falkenberger Seite) erneuert und der Personentunnel verlängert worden. Parallel dazu bauen NASA und Stadt den Busbahnhof, die Pendlerparkplätze sowie die Fahrradstation um.
Der Bahnhof wurde damit zum zweiten „grünen“ Bahnhof Deutschlands. So bezeichnet die DB Bahnhöfe, die klimaneutral betrieben werden.
Zum Abschlussgottesdienst des Evangelischen Kirchentags am 28. Mai 2017 wurden 300 000 Besucher im Bahnhof erwartet. Tatsächlich reisten rund die Hälfte der 120 000 Besucher des Festgottesdienstes mit der Bahn an und ab, über 100 Shuttle-Züge waren hierbei im Einsatz.

## Anlagen

Grundriss des Empfangsgebäudes, Erdgeschoss, 1910

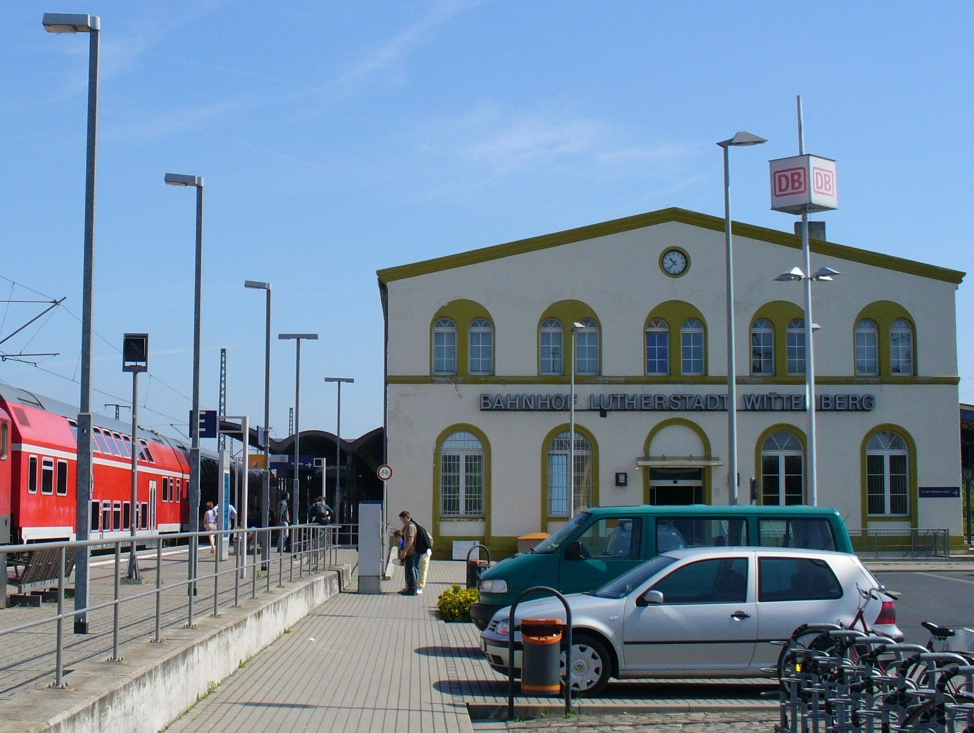
Altes, inzwischen abgerissenes Empfangsgebäude, 2006

Das 1877 eröffnete und 2015 abgerissene Empfangsgebäude lag in Insellage zwischen den Gleisen. Südlich des Gebäudes sind die Gleise nicht verbunden, die Strecke nach Dessau unterquert dort die nach Bitterfeld. Im Norden gibt es ein gemeinsames Gleisfeld beider Strecken, dort befinden sich auch die Anlagen für den Güterverkehr.
Das von Franz Schwechten entworfene Empfangsgebäude war basilikaartig gestaltet, so dass die Empfangshalle Tageslicht erhielt. Bei der Gestaltung orientierte sich Schwechten an Stilformen der italienischen Renaissance. Nach der Zerstörung im Zweiten Weltkrieg blieben nur die Außenmauern erhalten, die gesamte Innengestaltung stammte aus der Nachkriegszeit.
Westlich des früheren Empfangsgebäudes liegt die Strecke Berlin–Halle (Saale) mit den Bahnsteiggleisen 1–4, wobei das Gleis 4 als Hausbahnsteig am früheren Empfangsgebäude liegt. Die an einem für lange Schnellzüge ausgelegten Inselbahnsteig liegenden Gleise 2 und 3 sind die durchgehenden Hauptgleise. Die Bahnsteige sind überdacht und durch einen Tunnel verbunden. Das Gleis 1 ist ein Außenbahnsteig an der westlichen Seite der Gleisanlagen, der direkt vom neuen Vorplatz zu erreichen ist. Linienleiter für die linienförmige Zugbeeinflussung gibt es allerdings nur in den durchgehenden Hauptgleisen 2 und 3.
Östlich des einstigen Empfangsgebäudes liegt die Strecke Węgliniec–Roßlau mit den Bahnsteiggleisen 5 bis 7, wobei bis zum Jahre 2013 nur das Gleis 6 fahrplanmäßig von Personenzügen benutzt wurde. Dessen Bahnsteig war nicht überdacht und nur vom Hausbahnsteig (Gleis 5) durch Überschreiten des Gleises zugänglich. Im Zuge des Umbaus 2016 wurde auch hier ein Inselbahnsteig mit einer allerdings sparsamen Überdachung angelegt, der durch die Personenunterführung erreichbar ist und barrierefrei ausgestattet wurde. Damit gibt es auf der Ostseite nur noch zwei Bahnsteiggleise. Mit dem neuen Empfangsgebäude westlich der Gleisanlagen ist der Bahnhof kein Inselbahnhof mehr. Die beiden Strecken sind nur auf der Nordseite der Bahnsteige miteinander verbunden. Auf dieser Seite gibt es zusätzlich Reisezugabstellgleise, die in der Regel von der S-Bahn Mitteldeutschland genutzt werden, sowie eine Ladestraße mit Abstellgleisen.
Seit den Stellwerksneu- und Umbauten auf der Strecke Węgliniec–Roßlau besteht in alle Richtungen Gleiswechselbetrieb, in Richtung Węgliniec allerdings nur bis zum nächsten Bahnhof Elster.
Am 11. November 2020 konnte die in Richtung Elstervorstadt verlängerte Personenunterführung eingeweiht werden. Erste Planungen zu diesem Projekt, mit dem die Fußwege zu Wohngebieten, dem Berufsschulzentrum und einem neuen Großparkplatz verkürzt werden sollten, hatte es bereits etwa ein Vierteljahrhundert früher gegeben, eine erste Baugenehmigung wurde 2008 erteilt. Die Umsetzung hatte sich aber immer wieder verzögert.
An den Bahnhof angebunden ist das rund zwei Kilometer nordöstlich gelegene ehemalige Bahnbetriebswerk Lutherstadt Wittenberg.

## Verkehrsanbindung
Der Hauptbahnhof Lutherstadt Wittenberg bietet Anbindungen nach Norden in die Bundeshauptstadt Berlin sowie in südlicher Richtung nach Halle (Saale) und Leipzig. In Richtung Westen bestehen Regionalbahnverbindungen nach Dessau-Roßlau und von dort weiter nach Magdeburg, in östlicher Richtung nach Falkenberg (Elster) und weiter nach Cottbus und Hoyerswerda. Im Hauptbahnhof Lutherstadt Wittenberg halten auch ICE- und IC-Züge. Damit besteht eine stündliche Fahrmöglichkeit per ICE nach Berlin Südkreuz und Leipzig Hauptbahnhof mit jeweils einer halben Stunde Fahrzeit. Das historische Stadtzentrum ist rund einen Kilometer vom Bahnhof entfernt.
| Linie                    | Fahrtverlauf | Takt (min)                                          | EVU              |
| ------------------------ | --- | --------------------------------------------------- | ---------------- |
| ICE 11                   | Hamburg – Berlin – Lutherstadt Wittenberg – Leipzig – Erfurt – Frankfurt (Main) – Stuttgart – München                                                                                | 120                                                 | DB Fernverkehr   |
| ICE 28                   | Hamburg – Berlin – Lutherstadt Wittenberg – Leipzig – Erfurt – Bamberg – Nürnberg – München                                                                                          | 120                                                 | DB Fernverkehr   |
| IC 17                    | (Warnemünde–) Rostock – Berlin Hbf – Lutherstadt Wittenberg – Leipzig – Jena Paradies – Saalfeld (Saale) – Nürnberg – Regensburg – Passau – Linz – St. Pölten – Wien Meidling – Wien | ein Zugpaar über Nacht                              | DB Fernverkehr   |
| RE 3                     | Lutherstadt Wittenberg – Jüterbog – Berlin – Eberswalde – Greifswald – Stralsund | 120                                                 | DB Regio Nordost |
| RE 14                    | Dessau – Roßlau – Coswig – Lutherstadt Wittenberg – Annaburg – Falkenberg | einzelne Züge in der HVZ am Nachmittag              | DB Regio Südost  |
| RB 51                    | Dessau – Roßlau – Coswig – Lutherstadt Wittenberg – Annaburg – Falkenberg | 060 (Dessau–Wittenberg) 120 (Wittenberg–Falkenberg) | DB Regio Südost  |
| S 2                      | (Jüterbog –) Lutherstadt Wittenberg – Gräfenhainichen – Bitterfeld – Delitzsch – Leipzig Hbf – Leipzig-Stötteritz                                                                    | 120                                                 | DB Regio Südost  |
| S 8                      | (Jüterbog –) Lutherstadt Wittenberg – Gräfenhainichen – Bitterfeld – Landsberg – Halle (Saale)                                                                                       | 120                                                 | DB Regio Südost  |
| Stand: 12. Dezember 2021 | |                                                     |                  |

## Ausstattung und Services

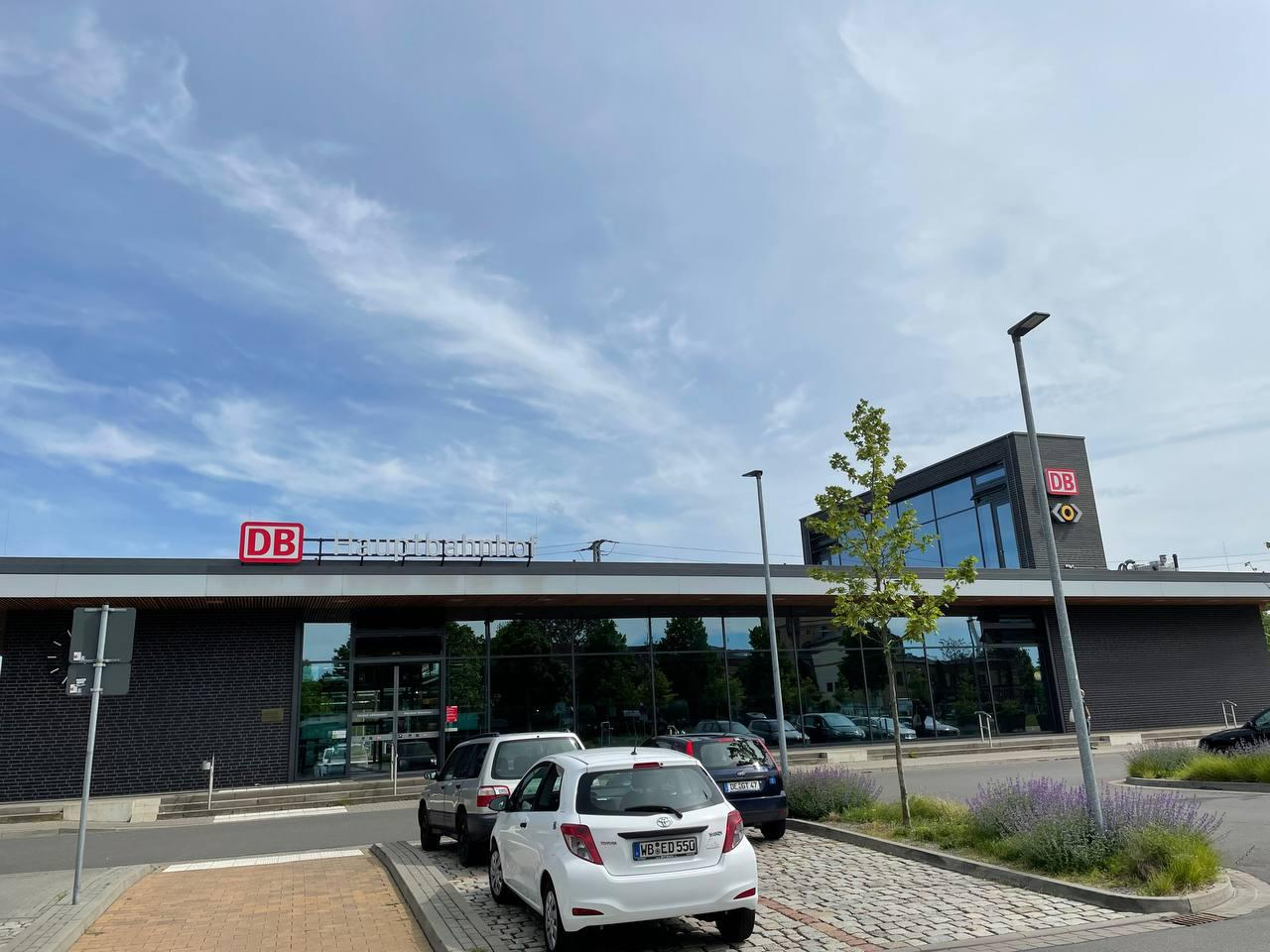
Neues Empfangsgebäude, 2021

Das neue Bahnhofsgebäude verfügt über ein Reisezentrum der Deutschen Bahn, Schließfächer, WC, kostenloses WLAN sowie über eine Bahnhofsbuchhandlung mit Reisebedarf und Lottoannahmestelle und einen Bäcker Steinecke. Im Außenbereich neben dem Bahnhofsgebäude, unter dem Zeltdach, befindet sich zudem ein Fahrkartenautomat und ein mobiler Gastronomieanbieter mit heißen Getränken. An das Zeltdach grenzt westlich ein Taxihaltepunkt und nördlich ein Busbahnhof an. Hier befinden sich die Haltestellen zahlreicher überwiegend regionaler Buslinien. Beispielsweise verbindet von hier aus die Linie X2 Wittenberg mit Bad Belzig und damit Sachsen-Anhalt mit Brandenburg. Auf dem Parkplatz vor dem Bahnhofsgebäude gibt es mehrere Ladestationen für Elektrofahrzeuge. Südlich neben dem Bahnhofsgebäude in Richtung Altstadt und unter dem Zeltdach werden zahlreiche Fahrrad-Stellplätze vorgehalten. Unter dem Zeltdach und in dessen Nähe sind ferner regelmäßig E-Tretroller aufgestellt.
Auf der Mittelinsel zwischen den Gleisen 4 und 5 steht in Richtung der dortigen Parkplätze ein weiterer Fahrkartenautomat, außerdem gibt es hier Pkw-Parkplätze und ein Carsharingangebot.
Auf der östlichen Seite der Personenunterführung befindet sich ein Großraumparkplatz mit direktem Anschluss an die Wittenberger Ostumfahrung, die B 2 und B 187 und über letztere an die A 9.